# Mood (24kGoldn)
Mood è un singolo del rapper statunitense 24kGoldn, pubblicato il 24 luglio 2020 come primo estratto dal primo album in studio El Dorado.

## Descrizione
Il brano, che è diventato popolare grazie alla piattaforma TikTok, vede la partecipazione del rapper statunitense Iann Dior ed appartiene al pop rap e al rock alternativo.

## Promozione
I due rapper hanno eseguito il brano in diversi ambiti: al Jimmy Kimmel Live! il 26 ottobre 2020, all'Ellen DeGeneres Show il 5 novembre 2020, tre giorni dopo agli MTV Europe Music Awards e agli American Music Awards il 22 novembre 2020.

## Video musicale
Il video musicale, diretto da Sebastian Sdaigui, è stato caricato attraverso il canale YouTube di 24kGoldn il 5 agosto 2020.

## Tracce
Testi e musiche di Golden Landis Von Jones, Michael Olmo, Keegan Bach, Omer Fedi e Blake Slatkin.
Download digitale
1. Mood (feat. Iann Dior) – 2:22

Download digitale – Lil Ghost Remix
1. Mood (con Iann Dior e Lil Ghost) (Lil Ghost Remix) – 3:17

## Formazione
Musicisti
- 24kGoldn – voce
- Iann Dior – voce aggiuntiva
- Blake Slatkin – basso, chitarra, programmazione
- Omer Fedi – basso, chitarra, programmazione
- KBeazy – programmazione

Produzione
- Blake Slatkin – produzione, ingegneria del suono
- KBeazy – produzione
- Omer Fedi – produzione
- Ryan Adam Cantu – ingegneria del suono, registrazione
- Chris Galland – assistenza all'ingegneria del suono
- Jeremie Inhaber – assistenza all'ingegneria del suono
- Colin Leonard – mastering
- Manny Marroquin – missaggio
- Robin Florent – missaggio

## Successo commerciale
Nella Billboard Hot 100 Mood è arrivato all'8º posto nella pubblicazione del 12 settembre 2020, diventando la prima top ten per entrambi i rapper. Nel corso della settimana ha venduto 8 000 copie digitali, ha ricevuto 23,6 milioni di riproduzioni in streaming e ha totalizzato un'audience radiofonica pari a 16 milioni. La settimana seguente è salito alla 6ª posizione, registrando un incremento radiofonico del 46%. Ha poi raggiunto la vetta nella pubblicazione del 24 ottobre 2020 grazie a 20,3 milioni di riproduzioni in streaming, 7 000 copie digitali e 62,9 milioni di radioascoltatori, segnando la prima numero uno per entrambi gli artisti.
Nella Official Singles Chart britannica Mood ha debuttato alla 51ª posizione nella pubblicazione del 27 agosto 2020 grazie a 9 371 copie vendute, segnando la seconda entrata di 24kGoldn e la prima di Iann Dior nel paese. La settimana seguente, dopo aver venduto 27 720 unità, è salito all'11º posto, diventando la prima top twenty per entrambi gli interpreti. Nella sua terza settimana ha raggiunto la 4ª posizione con 42 951 copie, dando ad entrambi i rapper la loro prima top ten. Dopo aver trascorso due settimane al 2º posto, bloccato da WAP di Cardi B, è arrivato in cima alla classifica nella pubblicazione del 1º ottobre 2020 grazie a 60 618 unità, regalando ai rapper la loro prima numero uno. In Irlanda il brano ha raggiunto la vetta della Irish Singles Chart nella settimana terminante il 18 settembre 2020, segnando anche qui la prima numero per entrambi gli interpreti.
Nella ARIA Singles Chart il singolo è entrato alla 36ª posizione nella settimana datata 24 agosto 2020, diventando anche qui il secondo ingresso per 24kGoldn e il primo per Iann Dior in territorio australiano. La settimana successiva è salito al 4º posto, segnando il primo singolo in top ten per entrambi gli artisti. Dopo aver mantenuto la 2ª posizione per tre settimane, bloccato anche qui da WAP di Cardi B, è arrivato in prima posizione nella pubblicazione del 5 ottobre 2020, regalando ad entrambi gli interpreti la loro prima numero uno. Medesima situazione nella classifica neozelandese, dove la canzone ha raggiunto la vetta nella settimana del 5 ottobre 2020, diventando anche qui la prima numero uno di entrambi i rapper.
In Italia il brano è stato l'84º più trasmesso dalle radio nel 2020.

## Classifiche

### Classifiche settimanali
| Classifica (2020-21)  | Posizione massima |
| --------------------- | ----------------- |
| Argentina             | 21                |
| Australia             | 1                 |
| Austria               | 1                 |
| Belgio (Fiandre)      | 2                 |
| Belgio (Vallonia)     | 2                 |
| Bulgaria              | 5                 |
| Canada                | 1                 |
| Corea del Sud         | 145               |
| Croazia               | 8                 |
| Danimarca             | 1                 |
| Estonia               | 3                 |
| Finlandia             | 3                 |
| Francia               | 7                 |
| Germania              | 1                 |
| Grecia                | 4                 |
| India                 | 2                 |
| Irlanda               | 1                 |
| Islanda               | 11                |
| Italia                | 7                 |
| Libano                | 6                 |
| Lituania              | 2                 |
| Malaysia              | 11                |
| Norvegia              | 1                 |
| Nuova Zelanda         | 1                 |
| Paesi Bassi           | 1                 |
| Perù                  | 88                |
| Polonia               | 3                 |
| Portogallo            | 1                 |
| Regno Unito           | 1                 |
| Repubblica Ceca       | 1                 |
| Repubblica Dominicana | 39                |
| Romania               | 1                 |
| Singapore             | 4                 |
| Slovacchia            | 1                 |
| Slovenia              | 2                 |
| Spagna                | 27                |
| Stati Uniti           | 1                 |
| Sudafrica             | 5                 |
| Svezia                | 1                 |
| Svizzera              | 1                 |
| Ungheria              | 1                 |

### Classifiche di fine anno
| Classifica (2020) | Posizione |
| ----------------- | --------- |
| Australia         | 17        |
| Austria           | 9         |
| Belgio (Fiandre)  | 33        |
| Belgio (Vallonia) | 55        |
| Canada            | 39        |
| Danimarca         | 14        |
| Francia           | 67        |
| Germania          | 18        |
| Irlanda           | 12        |
| Islanda           | 94        |
| Italia            | 53        |
| Norvegia          | 8         |
| Nuova Zelanda     | 39        |
| Paesi Bassi       | 17        |
| Portogallo        | 27        |
| Regno Unito       | 20        |
| Romania           | 74        |
| Stati Uniti       | 47        |
| Svezia            | 11        |
| Svizzera          | 16        |
| Ungheria          | 13        |
| Classifica (2021) | Posizione |
| Australia         | 15        |
| Austria           | 18        |
| Belgio (Fiandre)  | 56        |
| Belgio (Vallonia) | 62        |
| Canada            | 3         |
| Croazia           | 29        |
| Danimarca         | 38        |
| Francia           | 53        |
| Germania          | 20        |
| India             | 12        |
| Irlanda           | 37        |
| Islanda           | 61        |
| Italia            | 84        |
| Norvegia          | 36        |
| Nuova Zelanda     | 26        |
| Paesi Bassi       | 78        |
| Polonia           | 67        |
| Portogallo        | 30        |
| Regno Unito       | 46        |
| Stati Uniti       | 4         |
| Svezia            | 56        |
| Svizzera          | 24        |
| Ungheria          | 25        |

### Classifiche di fine secolo
| Classifica (2000-2024) | Posizione |
| ---------------------- | --------- |
| Stati Uniti            | 23        |

### Classifiche di tutti i tempi
| Classifica (1958-2021) | Posizione |
| ---------------------- | --------- |
| Stati Uniti            | 49        |

## Remix
Il 6 novembre 2020 è stato reso disponibile il remix ufficiale del brano realizzato con il cantante canadese Justin Bieber, il cantante colombiano J Balvin e il rapper statunitense Iann Dior, che in tale versione è stato accreditato come artista principale.

### Tracce
1. Mood (con Justin Bieber, J Balvin e Iann Dior) (Remix) – 3:12

### Accoglienza
La presenza di J Balvin e Bieber nel remix è stata definita da Jordan Rose di Complex come una «perfetta aggiunta».

### Classifiche
| Classifica (2020) | Posizione massima |
| ----------------- | ----------------- |
| Perù              | 140               |

## Date di pubblicazione
| Paese       | Data di pubblicazione | Formato                      | Versione  | Etichetta         | Note    |
| ----------- | --------------------- | ---------------------------- | --------- | ----------------- | ------- |
| Mondo       | 24 luglio 2020        | Download digitale, streaming | Originale | Records, Columbia | [ 113 ] |
| Stati Uniti | 8 settembre 2020      | Alternative radio            | Originale | Columbia          | [ 114 ] |
| Stati Uniti | 15 settembre 2020     | Rhythmic contemporary        | Originale | Columbia          | [ 115 ] |
| Italia      | 25 settembre 2020     | Contemporary hit radio       | Originale | Sony Italy        | [ 116 ] |
| Stati Uniti | 5 ottobre 2020        | Hot adult contemporary       | Originale | Columbia          | [ 117 ] |
| Mondo       | 6 novembre 2020       | Download digitale, streaming | Remix     | Records, Columbia | [ 118 ] |